# 일곱개의 숟가락
《일곱개의 숟가락》은 1996년 12월 9일부터 1996년 12월 24일까지 방영된 MBC 월화 미니시리즈다.
첫 방송부터 시청률 20%를 넘으며 동시간대 경쟁작들을 크게 따돌리는 등 많은 시청자들의 호응을 얻었다. 그러나 원작만화가 주는 유머러스하면서 따스한 감동을 되살려내지 못했다는 혹평도 있었다.
원래는 16부작 기획있었으나 1996년 연기대상과 10대가수 가요제 방송관계로 6부작으로 조기종영되었다.

## 등장 인물
- 이정현 : 정혜 역
- 홍경인 : 정인 역
- 이나리 : 송이 역
- 오현철 : 소령 역
- 강민규 : 치현 역
- 이영후 : 할아버지 역
- 김소연 : 혜주 역 - 정인의 연인
- 정혜선 : 새할머니 역
- 홍성민
- 양미경 : 엄마 역